# زمانی برای بلوط نیست
زمانی برای بلوط نیست (به انگلیسی: No Time for Nuts) یک فیلم کوتاه پویانمایی رایانه‌ای از بلو اسکای استودیو است که اسکرات، سنجاب عصر یخبندان در آن حضور دارد. این فیلم به کارگردانی کریس رناد و مایک تورمایر در ۲۱ نوامبر ۲۰۰۶ بر روی دی‌وی‌دی و دیسک بلوری از عصر یخبندان: ذوب منتشر شد. این پویانمایی دربارهٔ اسکرات است. او به دنبال آجیل خود می‌رود که به‌صورت تصادفی توسط ماشین زمان یخ‌زده‌ای به آینده فرستاده شده‌است. زمانی برای بلوط نیست نامزد دریافت جایزه اسکار سال ۲۰۰۷ برای بهترین پویانمایی کوتاه شد (اما به شاعر دانمارکی باخت) و همچنین برندهٔ جایزه آنی شد.